# トゥレーチヤ・ラボーチャヤ駅
トゥレーチヤ・ラボーチャヤ駅（トゥレーチヤ・ラボーチャヤえき、ロシア語: Станция  Третья Рабочая）は、ロシア連邦沿海地方ウラジオストクペルヴォレチェンスキー・ライオン地区にあるロシア鉄道極東鉄道支社シベリア鉄道ムィス・チェルキン支線の駅である。

## 駅構造
単式ホーム1面1線を有する地上駅。駅舎が設置されている。

## 旅客列車運行状況
ウラジオストク・モルゴロドク方面
- モルゴロドク・ウゴリナヤ方面行き　エレクトリーチカ平日2本、休日1本

　　※ウラジオストク発着の列車は当駅を通過する。
ムィス・チェルキン方面
- ムィス・チェルキン行き　エレクトリーチカ平日3本、休日2本

## 隣の駅
ロシア鉄道極東鉄道支社
ムィス・チェルキン支線
エレクトリーチカ（各駅停車）
ヴォエンノエ・ショッセ駅 - トゥレーチヤ・ラボーチャヤ駅 - ルゴヴァヤ駅
ムィス・チェルキン支線(モルゴロドク支線)
エレクトリーチカ（各駅停車）
モルゴロドク駅 - トゥレーチヤ・ラボーチャヤ駅